# Margit Bjellverud
Margit Viola Elisabet Bjellverud, född Johansson, född 6 november 1919 i Bro, Västmanlands län, död 15 januari 2018, var en svensk sångare och körledare.

## Biografi
Margit Bjellverud föddes 6 november 1919 på Kohlsva i Bro, Västmanlands län. Hon var dotter till trädgårdsmästaren Karl Teodor Johansson och Signe Charlotta Johansson. Familjen flyttade 1935 till Köping. Hon gifte sig 21 oktober 1939 med predikanten Robert Bjellverud, född Carlsson. Margit utbildade sig i sång och musik. De var med i Pingstförsamlingen i staden. Hon ledde olika musikensembler såsom den blandade kören, strängmusiken och evangeliesångarna. Margit Bjellverud avled 15 januari 2018.

## Diskografi

### Singlar
- Var är mitt vilsna barn / Sittande vid Jesu fötter. Medverkande: Manskvartett och orkester.[6]

- 1952 - O, lilla mor / Hans nåd den är nog för mig. Medverkande: Smyrnakyrkans orkester, Göteborg och Sixten Sjöberg, dirigent.[7]

- 1956 - Gud, jag vet du allt kan göra / Han omsorg har om sparven. Medverkande: IBRA-trion.[8]